# トビアス・パホニク
トビアス・パホニク（Tobias Pachonik、1995年1月4日 - ）は、ドイツ・マルクトオーバードルフ出身のサッカー選手。エリテセリエン・スターベクIF所属。ポジションはDF。

## クラブ経歴
パホニクは2010年にTSGタンハウゼンから1.FCニュルンベルクの下部組織に移った。2014年5月3日、ハノーファー96戦で後半11分、清武弘嗣との交代でトップチームデビューを果たした。
2019年7月11日、VVVフェンローに移籍した。